# Aphodius alpinus
Aphodius (Oromus) alpinus – gatunek chrząszcza z rodziny poświętnikowatych i podrodziny plugowatych.
Chrząszcz o mocno wypukłym ciele długości od 5 do 7 mm. Odnóża ma barwy brunatnej lub czerwonawej. Reszta ciała jest czarna lub  pokrywy mają czerwonawy wierzchołek, rzadziej całe pokrywy są czerwone lub mają czarne paski na brunatnoczerwonym tle. Głowa jest wyposażona w guzki i ma pomarszczoną okolicę nadustka. Przedplecze jest u nasady obrzeżone z wyjątkiem części środkowej. Tarczka ma kształt trójkątny, a pokrywy wyposażone są w ząbek barkowy. Pierwszy człon stopy odnóży tylnych jest tak długi jak kolejne trzy razem wzięte.
Owady dorosłe spotyka się od czerwca do sierpnia w odchodach owiec, kóz, jeleni oraz w norach świstaków.

## Zasięg geograficzny
Gatunek zasiedla tereny górskie środkowej Europy, notowany też z Masywu Centralnego, Pirenejów i Apeninów. W Polsce rozprzestrzeniony w Tatrach, Bieszczadach, Beskidzie Zachodnim (Babia Góra) i Beskidzie Śląskim (Barania Góra).